# Snöskottning
Snöskottning är sysslan att medelst en skyffel eller dylikt flytta bort snö. Det kan även beskrivas som en sorts snöröjning. 

## Redskap

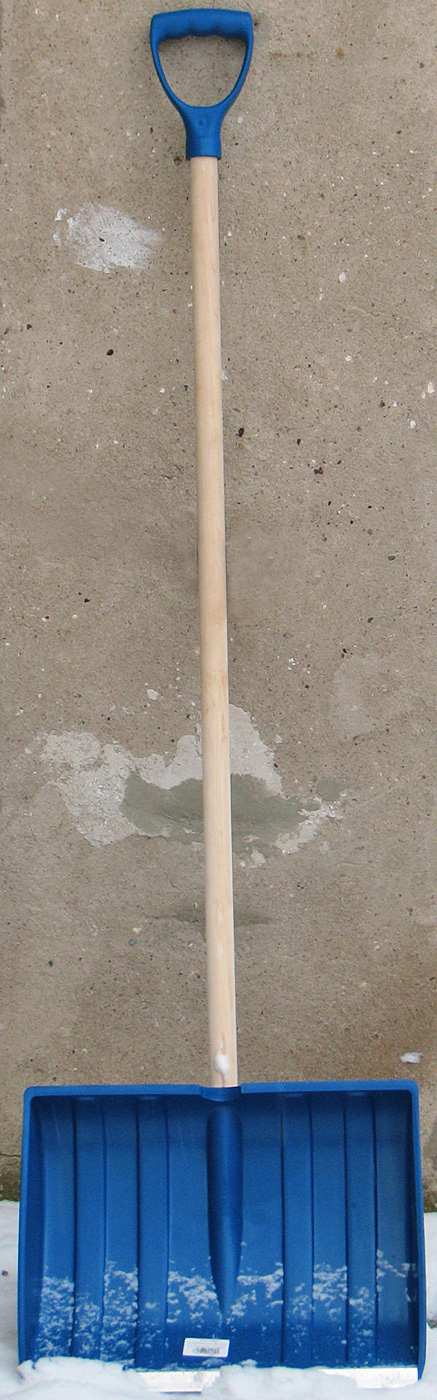
Snöskyffel.

För att skotta använder man sig vanligtvis av en snöskyffel. Då skaderisken för skottning är hög – speciellt bland äldre personer där hjärtinfarkt är ett vanligt förekommande problem i samband med skottning – har alternativ till konservativa snöskyfflar dykt upp på senare år, exempelvis Wheeled Snow Showel och elslingor i marken.

## Hur man skottar
Vid genomförande av skottning trycker man ned en skyffel i marken, lyfter upp snö och kastar därefter iväg den i önskad riktning. Att salta marken innan snöfall ger mycket positiv effekt då snön inte fryser eller klibbar fast. Dock skadar saltet betong, kalksten och växter.

## Alternativ till skottning

### Sand
Sand används endast som halkbekämpning och fungerar bäst på kompakt och relativt packad snö.

### Snösläde
En snösläde kan ta mycket mer snö i ett tag än vad en skyffel kan vilket kan vara effektivt och tidsbesparande. Nackdelar finns dock då mycket snö – särskilt blöt sådan – tenderar att bli väldigt tungt vid avlastning.

### Snöslunga
En snöslunga fungerar på liknande sätt som en gräsklippare. Utan någon mänsklig ansträngning slungas snön iväg från uppfarten.

### Elslingor i marken
Elslingor i marken smälter snön underifrån. Detta fungerar bra så länge inte alltför stora snömassor kommer på samma gång. Ytterligare nackdelar med denna produkt är att marken måste isoleras så värmen inte försvinner ner i jorden, den är dyr i drift under kalla vintrar samt mycket dålig för miljön.